# کینگز بیچ (کالیفرنیا)
کینگز بیچ (به انگلیسی: Kings Beach) یک منطقهٔ مسکونی در ایالات متحده آمریکا است که در شهرستان پلاسر، کالیفرنیا واقع شده‌است. کینگز بیچ ۸٫۹۰۸ کیلومتر مربع مساحت و ۳٬۷۹۶ نفر جمعیت دارد و ۱٬۹۰۵ متر بالاتر از سطح دریا واقع شده‌است.